# Agência do Banco Nacional Ultramarino em Bolama

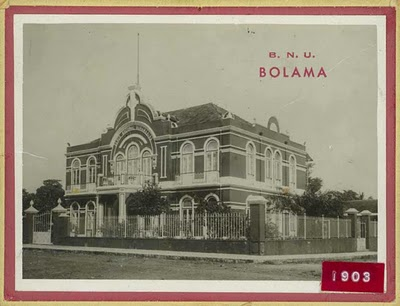
Postal datado de 1903, no qual figura a agência do Banco Nacional Ultramarino, em Bolama.

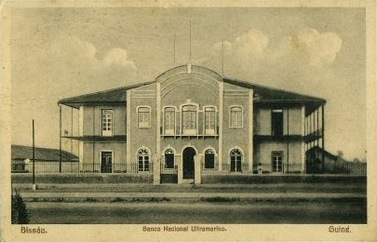
Edifício do Banco Nacional Ultramarino em Bolama, Guiné, em 1902.

O edifício do Banco Nacional Ultramarino em Bolama foi a primeira agência do Banco Nacional Ultramarino na Guiné-Bissau, inaugurada em 1902.

## Arquitectura
Este edifício denota uma arquitectura que usa uma alvenaria característica da transição entre o século XIX e o século XX, com vãos de arco redondo, distribuídos em dois pisos, e frontão central curvo e rematado com decorações parietais. Este frontão, realçado à custa da sua silhueta sobrelevada marcada por pináculos, delimita três vãos principais, que abrem para uma varanda curva, também saliente, que marca sem quaisquer dúvidas o piso nobre do edificado. 
Relatos feitos da época em que era utilizado como agência do BNC em Bolama, dão conta das más condições seus interiores, que contrastavam com o exterior cuidado e meticulosamente trabalhado. Isto era uma consequência das infiltrações, decorrentes do mau estado de conservação do telhado e do algeroz.
A nível da organização espacial e funcionalidade do edifício, este pode ser descrito como um prédio de 2 pisos, onde no passado o piso de cima funcionava como residência do gerente da filial, enquanto no piso inferior ou rés-do-chão estavam instalados os serviços da dependência. No quintal havia várias dependências que serviam de armazéns.
O edifício na cidade de Bolama, onde outrora esteve sediado, é hoje um hotel turístico. 